# اريك بي. سميث
اريك بي. سميث (بالإنجليزية: Eric B. Smith)‏ هو سياسي أمريكي، ولد في 11 سبتمبر 1942 في ميامي في الولايات المتحدة. انتخب عضو مجلس نواب فلوريدا.